# Șipote
Șipote is een Roemeense gemeente in het district Iași.
Șipote telt 5459 inwoners.